# Boubacar Talatou
Boubacar Talatou (ur. 12 marca 1989 w Niamey) – piłkarz nigerski grający na pozycji pomocnika. Od 2024 roku jest zawodnikiem klubu US GN.

## Kariera klubowa
Karierę piłkarską Talatou rozpoczął w klubie AS FNIS ze stolicy Nigru, Niamey. W 2007 roku zadebiutował w jego barwach w pierwszej lidze nigerskiej. W sezonie 2010/2011 został z AS FNIS mistrzem Nigru.
Na początku 2011 roku Talatou przeszedł do gabońskiego klubu AS Mangasport. Wiosną 2011 wygrał z nim Coupe du Gabon Interclubs.
Latem 2011 roku Talatou został zawodnikiem Orlando Pirates z Johannesburga. Swój debiut w nim zanotował 19 listopada 2011 w przegranym 1:3 wyjazdowym meczu z Bidvest Wits. Był to zarazem jego jedyny rozegrany mecz w barwach Orlando Pirates.
W sezonie 2012/2013 Talatou grał w Thanda Royal Zulu FC, a w 2013 wrócił do AS GNN, z którym w sezonie 2013/2014 został mistrzem Nigru. W latach 2014–2016 występował w ASN Nigelec, a następnie był piłkarzem angolskiego Recreativo Caála. W 2017 roku został mistrzem Nigru z AS FAN, a po tym sukcesie odszedł do nigeryjskiego Remo Stars FC. W 2018 wrócił do AS Fan. W sezonie 2019/2020 grał w malijskim Djoliba AC, a od 2020 do 2021 był graczem AS Douanes Niamey. W 2022 przeszedł do nigeryjskiego klubu Katsina United FC. W 2024 został piłkarzem US GN.

## Kariera reprezentacyjna
W reprezentacji Nigru Talatou zadebiutował 19 czerwca 2010 roku w zremisowanym 1:1 towarzyskim meczu z Czadem, rozegranym w Niamey. W 2012 roku został powołany do kadry na Puchar Narodów Afryki 2012, a w 2013 na Puchar Narodów Afryki 2013.